# Storm Warning
«Storm Warning» — песня американского кантри-певца Хантера Хейза, которая была выпущена в мае 2011 года в качестве первого сингла с дебютного альбома Hunter Hayes под лейблом Atlantic Records. Хейз написал песню совместно с Горди Сэмпсон и Busbee.

## Отзывы критиков
Аманда Гензель из Taste of Country дала песне восемь баллов из десяти возможных, комментируя её как «легкую и воздушную, оптимистичную и запоминающуюся, но лишь для тех, у кого есть с неё что-то общее», добавив, что «это неизбежно, Хейз собирается захватить штурмом кантри музыку». Мэтт Бьорк из Roughstock дала три звезды из пяти возможных, написав, что у этой песни есть «достаточно умный смысл, притягательная мелодия и пылающая харизма, как в вокале, так и в мелодии». «Storm Warning» вошла в список Лучших 50 песен во время церемонии награждения BMI 2012 года.

## Музыкальный видеоклип
Премьера музыкального видеоклипа, режиссёром которого является Брайан Ладзаро, состоялась в апреле 2011 года. На протяжении всего видеоклипа Хантер Хейз играет на различных музыкальных инструментах, таких как: гитара, ударные, банджо, а также поёт песню.

## Коммерческий успех
14 мая 2011 года композиция «Storm Warning» появилась в американском чарте Billboard Hot Country Songs на 60 месте. 12 ноября 2011 года она вошла в чарт Billboard Hot 100 на 98 строчке.
| Чарт (2011–2012)                  | Высшее место |
| --------------------------------- | ------------ |
| США (Billboard Hot Country Songs) | 14           |
| США (Billboard Hot 100)           | 78           |

### Позиции в годовых чартах
| Чарт (2011)                   | Позиция |
| ----------------------------- | ------- |
| США Country Songs (Billboard) | 80      |

| Чарт (2012)                   | Позиция |
| ----------------------------- | ------- |
| США Country Songs (Billboard) | 66      |

## Сертификаты
| Регион | Сертификация | Продажи  |
| --- | ------------ | -------- |
| США (RIAA) | Золотой      | 500 000^ |
| * Данные о продажах приведены только на основе сертификации. ^ Данные о тиражах приведены только на основе сертификации. |              |          |